# Bryum intortulum
Bryum intortulum är en bladmossart som beskrevs av Stirton 1915. Bryum intortulum ingår i släktet bryummossor, och familjen Bryaceae. Inga underarter finns listade i Catalogue of Life.